# Большебельск
Большебельск — посёлок в Черемховском районе Иркутской области России. Входит в состав Нижнеиретского муниципального образования. Находится примерно в 44 км к юго-западу от районного центра.

## Население
| 2002 | 2010 | 2011 | 2012 |
| ---- | ---- | ---- | ---- |
| 9    | ↗15  | →15  | ↘14  |